# Euryglossa pavonura
Euryglossa pavonura là một loài Hymenoptera trong họ Colletidae. Loài này được Cockerell mô tả khoa học năm 1910.